# Liste des races caprines de France

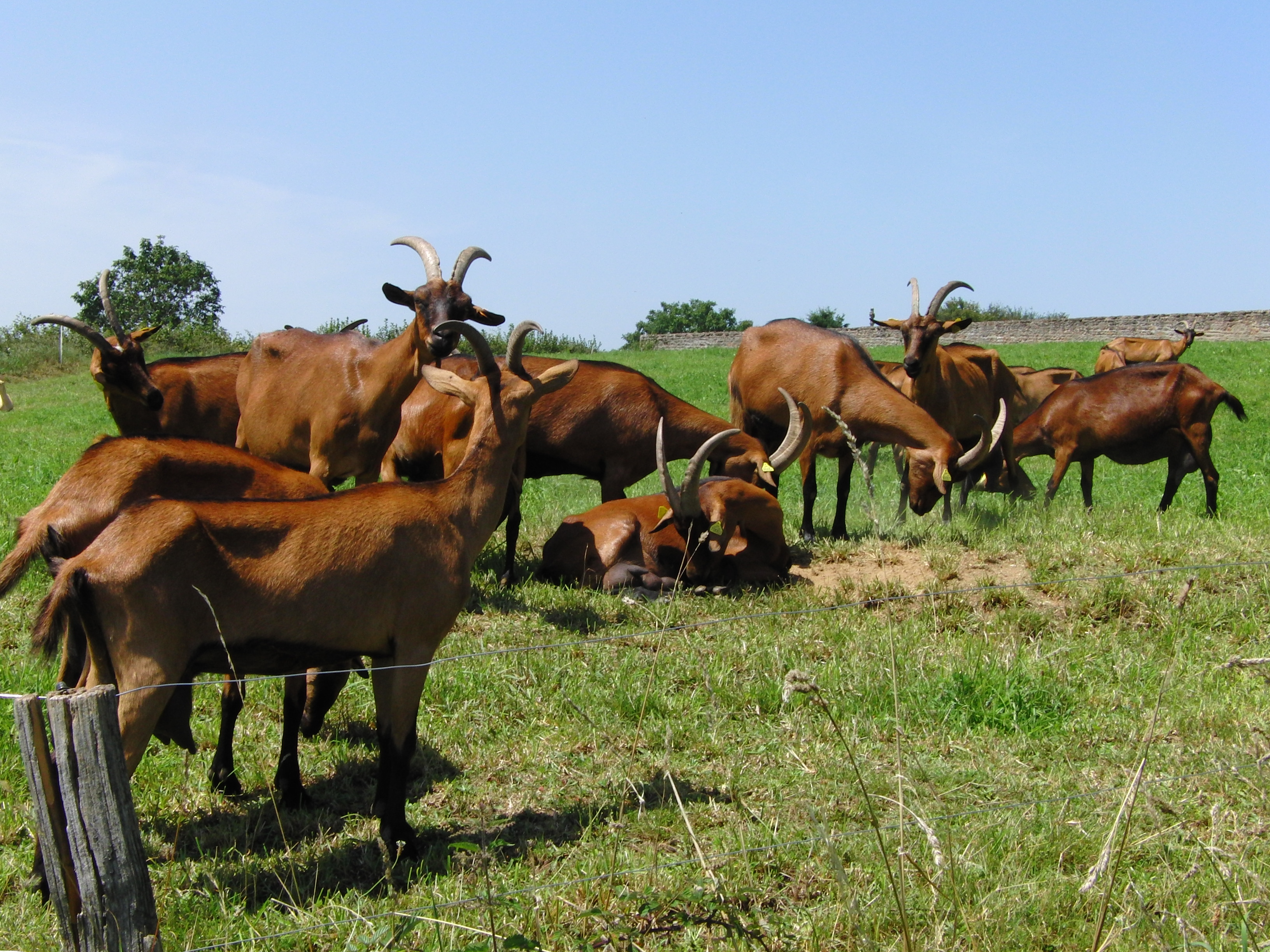
Troupeau de chèvres alpines en Saône-et-Loire.

Le cheptel caprin de France compte environ 1 200 000 têtes dont 800 000 chèvres. Il est principalement situé dans le centre-ouest du pays, une région fortement spécialisée dans sa production, mais on trouve des chèvres dans presque toute la France, avec des systèmes variés et des races locales toujours installées dans leurs terroirs d'origine, quand d'autres se sont spécialisées pour gagner tout le pays. Les chèvres sont le plus souvent élevées pour leur lait, mais on s'intéresse également parfois à la viande des chevreaux, à leurs poils comme pour l'angora ou à leur capacité d'entretenir certains espaces naturels.

## Histoire des races caprines
Contrairement à d'autres espèces, la chèvre n'attire pas réellement les zootechniciens, et ne fait pas l'objet de tentative de standardisation des populations au cours du XIXe siècle pour donner des races proprement dites. C'est pourquoi encore aujourd'hui les races caprines n'ont que très rarement un patron de coloration propre, puisqu'elles n'ont pas été sélectionnées sur des critères phénotypiques depuis des centaines d'années comme cela a été le cas pour les bovins par exemple. Après la Seconde Guerre mondiale, la production caprine connaît de grands changements. En effet, l'élevage de plus en plus intensif est tourné vers la production maximum. Il s'appuie principalement sur deux races, l'alpine et la saanen, toutes deux originaire de Suisse.

## Géographie des races caprines
Aujourd'hui la grande majorité du cheptel caprin français est localisé dans le centre-ouest. Autrefois, les races caprines étaient liées au terroir duquel elles étaient originaires. Ainsi, on trouvait dans les Pyrénées la chèvre catalane et la chèvre des Pyrénées, le centre du pays était occupé par les diverses races du rameau dit du Massif central avec à l'ouest la poitevine, au centre la Massif central, au nord la cou clair du Berry, la blanche des Cévennes. 
Les races alpine et saanen d'origine suisse dominent largement cet effectif.
Races laitières
- Alpine
- Saanen
- Poitevine

Races lainières
- Angora

Races régionales
- Corse
- Créole
- Des fossés
- Lorraine
- Massif Central
- Provençale
- Pyrénées
- Rove
- Savoies
- Cou-clair du Berry

Populations non reconnues
- Catalane
- Sundgau

## La liste officielle des races en France
La liste des races des espèces caprines reconnues a fait l'objet d'un arrêté du 27 février 2018 .
Cette liste précise celles qui sont des races locales et les races menacées d'être perdues pour l'agriculture : 
- Races reconnues : Alpine (Alpine chamoisée) ; Angora ; Boer ; Corse ; Créole (Cabri Créole) ; Chèvre des fossés	; Chèvre de Lorraine ; Chèvre du Massif Central ; Péï ; Poitevine (du Poitou) ; Provençale (Payse, Commune Provençale) ; Pyrénéenne (des Pyrénées) ; Rove (du Rove) ; Saanen (Alpine Saanen).
- Races locales : Corse, Créole, Chèvre des fossés, Chèvre de Lorraine, Chèvre du Massif Central, Péï, Poitevine, Provençale, Pyrénéenne, Rove.
- Races menacées d'être perdues : Créole, Chèvre des fossés, Chèvre de Lorraine, Chèvre du Massif Central, Péï, Poitevine, Provençale, Pyrénéenne, Cou-clair du Berry.